# Cascada
Cascada is een Duitse Eurodance-act die bestaat uit het producersduo Manuel Reuter (DJ Manian) en Yann Peifer (Yanou). Yanou had eerder een kleine hit in Nederland met het nummer 'On & On' (met Do) en werkte samen met DJ Sammy aan de grote hit 'Heaven' (eveneens met Do, cover van Bryan Adams). Volgens hem zat vooral Yanou achter 'Heaven' en had DJ Sammy er weinig mee te maken gehad.
Naast deze producers bestaat Cascada uit zangeres Natalie Horler (Bonn, 23 september 1981), een Duitse met Engelse ouders, dochter van een jazzmuzikant.
De groep heeft sinds 2004 verschillende hits gehad in Duitsland, zoals 'Miracle', 'Bad Boy' en 'Everytime We Touch'. Het laatstgenoemde nummer was het eerste dat het ook in het buitenland goed deed, waaronder de Verenigde Staten en Groot-Brittannië.
Vanaf week 37 in 2006 stond het nummer 'Everytime We Touch' van het gelijknamige album in de Nederlandse Top 40. Deze kwam binnen op plek 40 en steeg tot en met week 44.
Cascada heette eerst Cascade, maar dit werd veranderd omdat er al een artiest was met de naam Kaskade. Cascada is het Spaanse woord voor waterval.

## Het begin
Cascada kwam in 2004 voor het eerst in de hitlijsten. Natalie was 23 toen ze Miracle uitbrachten in Duitsland. Dit nummer was geen succes. De opvolger Bad Boy deed het iets beter in de clubs. Toch was het Amerikaanse dancelabel Robbins Entertainment geïnteresseerd. Miracle kwam als gevolg hiervan uit in Amerika. Ook dit werd geen succes.

## Eerste succes
In 2005 bracht Cascada het nummer Everytime We Touch uit. Het nummer was een cover, het werd origineel gezongen door Maggie Reilly. Everytime We Touch werd een top 10-hit in Amerika en er werd een videoclip gemaakt. Het nummer werd platina in Amerika. Vlug na dit succes werd het album Everytime We Touch opgenomen en uitgebracht in Amerika.
In 2006 probeerde Cascada het met Everytime We Touch in Groot-Brittannië en Ierland. Het eindigde op nummer 2 in Groot-Brittannië, in Ierland kwam het op de eerste plek. Na dit succes kwam de single in heel Europa uit. In Zweden staat het nummer op de 3e plaats van grootste hits ooit.
Na dit succes in Europa kwam in 2007 Miracle uit. In Groot-Brittannië en Ierland kwam Truly Madly Deeply uit. Het nummer werd geremixt tot een uptempo nummer. Het origineel was van Savage Garden. In Ierland werd dit een top 3-hit en in Groot-Brittannië kwam het tot de 4e plek. Miracle werd uitgebracht op het vasteland van Europa en ook hier werd het een hit. In Nederland deed het nummer het qua positie beter dan de voorganger Everytime We Touch. Vervolgens kwam Truly Madly Deeply uit op het vasteland van Europa, en Miracle in Groot-Brittannië en Ierland. Opnieuw betekende dit nummer een hit voor Cascada. Opvolger A Neverending Dream deed het minder. Het was dan ook het enige nummer dat niet tot de top 10 kwam in Groot-Brittannië (namelijk op nummer 46). Na dit succes werd Cascada bekroond met een prijs voor de bestverkopende Duitse artiest.

## Perfect Day
Eind 2007 werd What Hurts the Most uitgebracht. Cascada liet met dit nummer een iets andere sound horen. Het was een succes, in veel landen werd het een top-10 hit. Ook in Amerika had Cascada met dit nummer weer succes. Het origineel van What Hurts the Most was van Mark Wills. Ook de Rascal Flatts hebben dit nummer uitgebracht. Ook werd tegelijkertijd de single Last Christmas uitgebracht. Ook dit is een cover, namelijk van Wham! Na What Hurts the Most kwam het album Perfect Day uit. Het album bevatte veel covers waaronder Just Like A Pill van Pink en Sk8er Boi van Avril Lavigne. Ook dit album kwam hoog in de charts terecht. What Do You Want From Me? werd de tweede single van Perfect Day. Dit nummer was geen succes: het kwam in heel Europa niet in de top 50 terecht. De opvolger is Because the Night, die medio 2008 verscheen. Deze had meer succes dan What Do You Want From Me? maar kon het succes van What Hurts the Most ook niet evenaren.
De 2e single in Amerika en Canada is Faded geworden, die alleen maar op de Amerikaans-Canadese versie van het album staat.

## Evacuate The Dancefloor
In maart 2009 werd bekend dat het derde album van Cascada in juni uit gaat komen, tegelijk met de eerste single. Yanou heeft gezegd dat het album geen covers bevat en het een aantal nieuwe invloeden heeft zoals R&B en house. Ook is er bekend geworden dat er een kleine vertraging kan worden opgelopen door problemen met de platenmaatschappijen.
De eerste single is Evacuate The Dancefloor, en werd uitgebracht op 29 juni, het album werd uitgebracht op 17 juli onder dezelfde naam.

## Original me
Original me is het vierde studioalbum van Cascada. Het werd uitgebracht op 17 juni 2011. Het album werd, net als de vorige albums, geproduceerd door de twee diskjockeys van Cascada, Yanou en DJ Manian.

## Eurovisiesongfestival
In 2013 deed Cascada mee aan de Duitse nationale finale van de Eurovisiesongfestivalpreselectie Unser Star Für Malmö met het liedje Glorious. Samen met elf andere acts streed Cascada op donderdag 14 februari 2013 voor het Duitse ticket naar het Eurovisiesongfestival 2013 in Malmö.
Met zeven punten meer dan de nummer twee, won Cascada de nationale finale en daarmee stond vast dat de groep Duitsland zou vertegenwoordigen in Malmö.
Aangezien Duitsland als EBU-lid tot de Big Five behoort, mocht Cascada op 18 mei 2013 onmiddellijk in de finale van het 58e Eurovisiesongfestival aantreden. Cascada haalde er de 21ste plaats.

## Discografie

### Albums
| Album met eventuele hitnotering(en) in de Nederlandse Album Top 100 | Datum van verschijnen | Datum van binnenkomst | Hoogste positie | Aantal weken | Opmerkingen |
| ------------------------------------------------------------------- | --------------------- | --------------------- | --------------- | ------------ | ----------- |
| Everytime we touch                                                  | 06-11-2006            | 12-05-2007            | 40              | 15           |             |
| Perfect day                                                         | 11-11-2008            | -                     |                 |              |             |
| Evacuate the dancefloor                                             | 17-07-2009            | 03-10-2009            | 69              | 3            |             |

| Album met hitnotering(en) in de Vlaamse Ultratop 200 albums | Datum van verschijnen | Datum van binnenkomst | Hoogste positie | Aantal weken | Opmerkingen |
| ----------------------------------------------------------- | --------------------- | --------------------- | --------------- | ------------ | ----------- |
| Evacuate the dancefloor                                     | 17-07-2009            | 10-10-2009            | 66              | 2            |             |

### Singles
| Single met eventuele hitnotering(en) in de Nederlandse Top 40 | Datum van verschijnen | Datum van binnenkomst | Hoogste positie | Aantal weken | Opmerkingen                                           |
| ------------------------------------------------------------- | --------------------- | --------------------- | --------------- | ------------ | ----------------------------------------------------- |
| Everytime we touch                                            | 14-07-2006            | 16-09-2006            | 10              | 19           | Nr. 12 in de Single Top 100 / Dancesmash op Radio 538 |
| Miracle                                                       | 29-01-2007            | 17-02-2007            | 6               | 11           | Nr. 8 in de Single Top 100                            |
| Truly madly deeply                                            | 07-05-2007            | 26-05-2007            | 29              | 4            | Nr. 25 in de Single Top 100                           |
| A never ending dream                                          | 2007                  | -                     |                 |              | Nr. 77 in de Single Top 100                           |
| What hurts the most                                           | 2008                  | 23-08-2008            | 23              | 6            | Nr. 35 in de Single Top 100                           |
| What do you want from me?                                     | 2007                  | -                     |                 |              | Nr. 89 in de Single Top 100                           |
| Because the night                                             | 2009                  | 14-02-2009            | tip2            | -            |                                                       |
| Evacuate the dancefloor                                       | 2009                  | 22-08-2009            | 1(2wk)          | 17           | Nr. 7 in de Single Top 100                            |
| Fever                                                         | 2009                  | 07-11-2009            | 24              | 10           | Nr. 55 in de Single Top 100                           |
| Dangerous                                                     | 2010                  | 06-03-2010            | tip2            | -            | Nr. 99 in de Single Top 100                           |
| Pyromania                                                     | 2010                  | 26-06-2010            | 29              | 7            |                                                       |
| San Francisco                                                 | 20-05-2011            | 25-06-2011            | 11              | 15           | Nr. 34 in de Single Top 100 / Alarmschijf             |
| Au revoir                                                     | 2011                  | 20-08-2011            | tip7            | -            |                                                       |
| Summer of love                                                | 2012                  | 02-06-2012            | tip3            | -            | Nr. 76 in de Single Top 100                           |

| Single met hitnotering(en) in de Vlaamse Ultratop 50 | Datum van verschijnen | Datum van binnenkomst | Hoogste positie | Aantal weken | Opmerkingen |
| ---------------------------------------------------- | --------------------- | --------------------- | --------------- | ------------ | ----------- |
| Everytime we touch                                   | 2006                  | 27-01-2007            | 32              | 9            |             |
| Truly madly deeply                                   | 2007                  | 31-03-2007            | tip10           | -            |             |
| Miracle                                              | 2007                  | 19-05-2007            | tip9            | -            |             |
| Evacuate the dancefloor                              | 2009                  | 25-07-2009            | 6               | 25           |             |
| Fever                                                | 2009                  | 21-11-2009            | tip6            | -            |             |

## Videoclips
Van Everytime We Touch:
- Everytime We Touch (Andorfine 1st Version)
- Everytime We Touch
- Miracle
- Truly Madly Deeply
- A Neverending Dream

Van Perfect Day:
- What Hurts The Most
- Last Christmas
- What Do You Want From Me?
- Because The Night

Van Evacuate The Dancefloor:
- Evacuate The Dancefloor
- Dangerous
- Fever

Van Original me:
- Pyromania
- Night Nurse
- San Francisco
- Au Revoir

Van het kerstalbum:
- Let It Snow

## Nevenactiviteiten
Sinds 2012 is Nathalie Horler in de Duitse versie van Idols jurylid.